# Флаперон

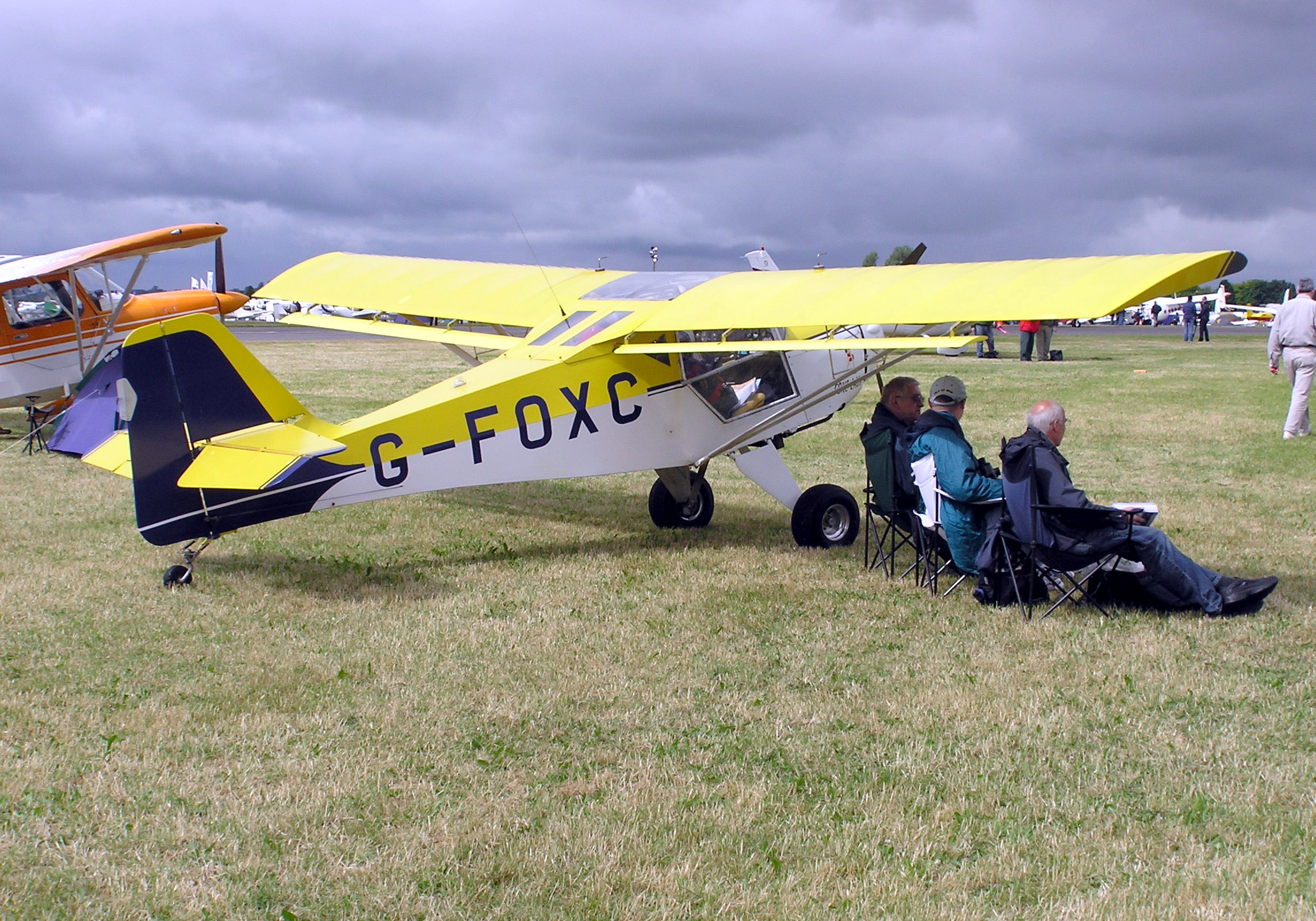
Флаперони на літаку Kitfox Model 3, створеному в 1991

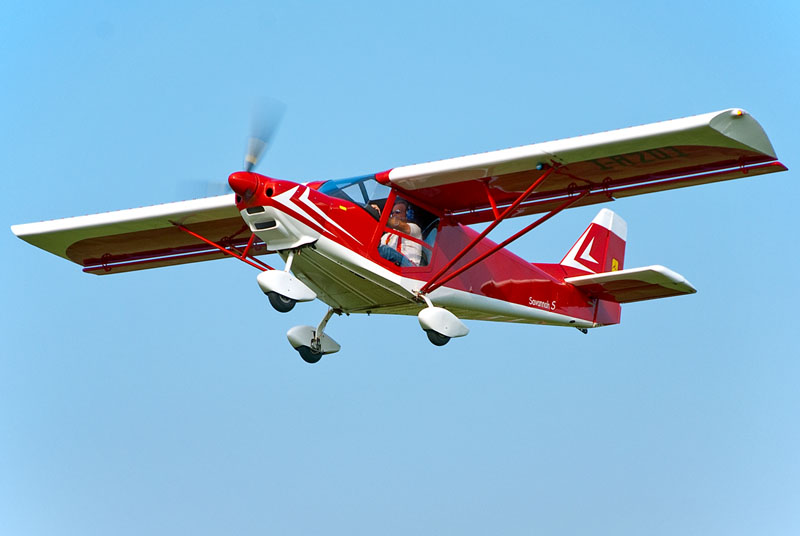
Флаперони (стилю Юнкерс) на літаку ICP Savannah Model S, створеному в 2010

Флаперон — це різновид керівних поверхонь літака, який поєднує в собі функції закрилків і елеронів.
В додаток до можливості керувати креном або кутом нахилу літака, як це роблять традиційні елерони, обидва флаперони можуть опускатися вниз одночасно, функціонуючи при цьому як закрилки.
Обидва елерони також можуть підійматися вверх, тоді вони називатимуться спойлеронами.
Пілот має окремі органи управління елеронами і закрилками. Для того, щоб поєднати вхідні сигнали з різних вхідних команд, що йдуть від пілота, в один сигнал, що подається як команда на флаперони, використовується змішувач. Використання флаперонів замість відокремлених елеронів і закрилок може зменшити вагу літака.
Багато різновидів дизайну літаків мають винесені керівні поверхні флаперонів подалі від крила, для того, щоб створювати не турбулентний потік на високих кутах атаки або низьких швидкостях.
Коли поверхні флаперонів підвішуються під заднім ребром крила, вони іноді називаються «Юнкерс-флаперони»: від німецьких «доппельфлігелів» (Doppelflügel — «подвійне крило») — різновиду поверхонь на задньому ребрі крила, що використовувалися на літаках Юнкерс в 1930-их роках (таких моделей як авіалайнер Junkers Ju 52, і Junkers Ju 87 Штука — пікіруючий бомбардувальник часів Другої Світової війни).
Відомі експериментальні літаки, які використовують флаперони: V-22 Osprey, Zenith STOL CH 701, Zenith STOL CH 750, Kitfox, Vans RV-12, ICP Savannah та IBIS